# Чејмберлен (Јужна Дакота)
Чејмберлен (енгл. Chamberlain) град је у америчкој савезној држави Јужна Дакота.

## Демографија
По попису из 2010. године број становника је 2.387, што је 49 (2,1%) становника више него 2000. године.
| Група             | 2000.         | 2010.         |
| Белци             | 2.021 (86,4%) | 1.938 (81,2%) |
| Афроамериканци    | 14 (0,6%)     | 7 (0,3%)      |
| Азијати           | 9 (0,4%)      | 4 (0,2%)      |
| Хиспаноамериканци | 16 (0,7%)     | 36 (1,5%)     |
| Укупно            | 2.338         | 2.387         |